# Karine Lyachenko
Karine Lyachenko, née le 17 juillet 1968 à Annecy est une humoriste et actrice française d'origine russe.

## Biographie
Karine Lyachenko s'initie au jeu d'acteur comique auprès de Jean Périmony, Niels Arestrup et Isabelle Nanty. Elle fait ses débuts au théâtre, dans un duo comique avec Emmanuel Donzella, intitulé Collier de nouilles. Sa seconde pièce est Quand la Chine téléphonera de Patricia Levrey, qui se joue à la Comédie Caumartin puis au Café de la Gare. Sa carrière théâtrale dans la comédie se poursuit avec Les Voilà au Théâtre du Gymnase, puis Sexe, Magouilles et Culture générale de Laurent Baffie au Comédia, pour laquelle elle participe à une tournée.
Parallèlement, Karine Lyachenko débute à la télévision avec Fous d'humour sur France 2, et au cinéma dans Podium de Yann Moix. Elle met en scène Post-it, une pièce de Carole Greep, qui se joue au Melo d’Amelie, au Café de la Gare, à la Comédie Bastille puis au Palais des Glaces. Elle a également prêté sa voix à certains épisodes du dessin animé Avez-vous déjà vu..?.
En 2008, elle produit son one woman show dans plusieurs théâtres, et participe au festival off d'Avignon. Ce spectacle romantico trash co-écrit avec Carole Greep et Laurent Baffie, retrace la vie d'une célibataire en quête d'amour. Il est mis en scène par Michèle Bernier, et joué plus de 800 fois.
En 2010,  décerné par un jury de professionnels international, elle reçoit le Prix d'interprétation de la meilleure comédienne, pour son rôle dramatique, dans Les beaux mecs, la série de Gilles Bannier sur France 2.
En 2013, elle est l'un des rôles principaux avec Denis Maréchal, dans la série humoristique Tu veux ou tu veux pas de Franck Allera pour TF1.
En 2015, elle crée son nouveau One woman show, Rebelles, un spectacle # Glumour, mise en scène par Nathalie Vierne, au Théâtre du Gymnase à Paris et au Palace pendant le 50e Festival Off d'Avignon.

## Filmographie
- 1995 : Le Homard, de Artus de Penguern (court métrage)
- 2003 : Les Clefs de bagnole, de Laurent Baffie
- 2004 : Podium, de Yann Moix : Jacqueline
- 2005 : La Crim' (saison 12, épisode 3 : Une mort pour une autre) : La gardienne
- 2006 : Avez-vous déjà vu.. ?: diverses voix
- 2007 : Bac +70 (téléfilm), de Laurent Levy : la vendeuse
- 2008 : Père et Maire (saison 8, épisode 1 : Miracle à Ville-Grand!) : Martine Baracco
- 2011 : Les Beaux Mecs (série télévisée de 8 épisodes), de Gilles Bannier ; Prix d'interprétation pour la meilleure comédienne
- 2012 : Alice Nevers, le juge est une femme (saison 5, épisode 3 : Meurtre discount) : Véronique (diffusion 2 février 2012)
- 2013 : Tu veux ou tu veux pas ? (série humoristique) réalisée par Franck Allera
- 2014 : Paris, de Gilles Bannier
- 2014 : La Marche
- 2014 : Bis, de Dominique Farrugia
- 2019 : Candice Renoir, saison 7, épisode 2

## Théâtre
- 1996 : Quand la Chine téléphonera, de Patricia Levrey, mise en scène de Jean-Jacques Devaux
- 2001 : Sexe, Magouilles et Culture générale, écrit et mis en scène par Laurent Baffie
- 2011 : Pauvre France, de Sam Bobrick et Ron Clark, mise en scène Bernard Menez et Fabrice Lotou, L'Alhambra
- 2013 : Les Adulescents, de Dominique Coubes, mise en scène de Nathalie Vierne

## Émission de télévision

### On n'demande qu'à en rire
Elle participe à l'émission On n'demande qu'à en rire du 17 février 2012 au 19 mars 2012 où elle est éliminée par une note insuffisante des téléspectateurs (10/20), malgré des notes plutôt satisfaisantes du jury et des spectateurs.